# Campeonato Europeo de Patinaje Artístico sobre Hielo de 1907
El XII Campeonato Europeo de Patinaje Artístico sobre Hielo se realizó en Berlín (Alemania) en enero de 1907. Fue organizado por la Unión Internacional de Patinaje sobre Hielo (ISU) y la Unión Alemana de Patinaje sobre Hielo.

## Resultados
| Puesto | Nombre         | País     |
| ------ | -------------- | -------- |
| Oro    | Ulrich Salchow | Suecia   |
| Plata  | Gilbert Fuchs  | Alemania |
| Bronce | Ernst Herz     | Austria  |

## Medallero
| Núm. | País     | Oro | Plata | Bronce | Total |
| ---- | -------- | --- | ----- | ------ | ----- |
| 1    | Suecia   | 1   | 0     | 0      | 1     |
| 2    | Alemania | 0   | 1     | 0      | 1     |
| 3    | Austria  | 0   | 0     | 1      | 1     |
|      | TOTAL    | 1   | 1     | 1      | 3     |